# 제26회 대종상
제26회 대종상의 시상식에 관한 내용이다.

## 수상 및 후보

### 감독상
- 연산일기 - 임권택 수상

### 시나리오상
- 우리는 지금 제네바로 간다 - 이윤택 수상

### 남우주연상
- 우리는 지금 제네바로 간다 - 이영하 수상

### 여우주연상
- 우리는 지금 제네바로 간다 - 강수연 수상

### 남우조연상
- 감자 - 이대근 수상

### 여우조연상
- 감자 - 김형자 수상

### 신인감독상
- 미미와 철수의 청춘 스케치 - 이규형 수상

### 촬영상
- 연산군 - 이성춘 수상

### 편집상
- 아다다 - 박승덕 수상

### 조명상
- 블루 하트 - 최의정 수상

### 음악상
- 감자 - 이철혁 수상

### 미술상
- 연산일기 - 도용우 수상

### 기획상
- 연산일기 - 김진문 수상

### 심사위원 특별상
- 두 여자의 집 - 한혜숙 수상
- 두 여자의 집 - 이미숙 수상

### 각색상
- 감자 - 김하림, 이희우, 나한봉, 홍종원 수상

### 녹음상
- 기쁜 우리 젊은 날 - 이영길 수상

### 신인상
- 미미와 철수의 청춘 스케치 - 김세준 수상
- 아다다 - 신혜수(여) 수상
- 소금장수 - 천은경 수상

### 우수반공영화상영상
- 독불장군 - 삼진필름 수상

### 우수작품상
- 연산일기 - 풍진흥업 수상

### 음악효과상
- 연산군 - 이재희 수상